# Boks (televisieserie)
Boks was een Nederlandse politieserie geschreven door Simon de Waal, die ook de creatief producent was. De serie was gebaseerd op een reeks detective-boeken onder de naam Boks, die ook waren geschreven door De Waal. Regisseurs waren Bobby Eerhart, Hans Pos en Gijs van der Lelij. De serie werd vanaf 9 april 2006 uitgezonden door Talpa, op het tijdstip waar daarvoor de politieserie Van Speijk werd uitgezonden. De serie stopte na zes afleveringen, omdat Talpa ophield te bestaan. De zeven resterende afleveringen van seizoen 1 zijn later uitgezonden door RTL 5. In 2009 is het complete seizoen uitgebracht op DVD. De serie is ook terug te zien bij Videoland.

## Rolverdeling
- Maarten Spanjer - Martin Boks
- Joost Prinsen - Schneider
- Jim Bakkum - Willem Jongbloed
- Sabri Saad El Hamus - Mohammed
- Ellik Bargai - Laurens
- Bracha van Doesburgh - Sascha
- Hanna Verboom - Micky

## Afleveringen
Maarten Spanjer is rechercheur Boks, eigengereid en nukkig. Hij werkt in district 3, bureau Lijbaansgracht, op steenworp afstand van het Leidseplein en Rembrandtplein. Boks is geen doorsneerechercheur. Hij lijdt aan chronische slapeloosheid en zit daarom 's nachts vaak alleen op het bureau om zich vast te bijten in zware misdrijven. Of hij is te vinden in de wasserette/snackbar van zijn vriend Mohammed.
Boks woont in een grachtenpand dat hij heeft geërfd, maar waar hij niets aan mag veranderen. Zijn favoriete plek in huis is dan ook de garage waar zijn grote liefde staat: een vijftig jaar oude Mercedes, de enige plek waar hij ongestoord in slaap kan vallen.

### Seizoen 1 (2006-2007)
- 1.1 Vergeten moord - Bobby Eerhart (9 april 2006)
- 1.2 Wie schrijft die blijft - Hans Pos (16 april 2006)
- 1.3 De verdwenen Van Gogh - Hans Pos (23 april 2006)
- 1.4 Misdaad voor het goede doel - Bobby Eerhart (30 april 2006)
- 1.5 Oog om oog - Gijs van der Lelij (7 mei 2006)
- 1.6 Spoken bestaan niet - Gijs van der Lelij (14 mei 2006)
- 1.7 Wie van de drie - Hans Pos (21 mei 2006)
- 1.8   Onrust - Hans Pos (2007)
- 1.9 Ik zie, ik zie... Bobby Eerhart (2007)
- 1.10 De heksenkring Hans Pos (2007)
- 1.11 Wie niet weg is... (2007)
- 1.12 de bekentenis - Hans Pos (2007)
- 1.13 Oude vrienden (2007)